# LG Electronics
LG Electronics (koreansk: LG전자, KRX: 066570

, LSE: LGLD
) er en sydkoreansk multinational elektronikvirksomhed med hovedsæde i Seoul, det er desuden det største datterselskab i LG Corporation. Virksomheden driver sine forretninger gennem fem divisioner: Mobile Communications, Home Entertainment, Home Appliances, Air Conditioning og Energy Solutions. Det er verdens næststørste producent af tv-apparater (efter Samsung Electronics), og verdens femte største producent af mobiltelefoner målt på antal solgte enheder i 2. kvartal 2012.

## Historie
Virksomheden er oprindeligt grundlagt i 1958 som GoldStar og fremstillede radioer, TV-apparater, køleskabe, vaskemaskiner og airconditionanlæg.
LG Group blev skabt ved sammenlægningen af de to koreanske virksomheder Lucky og GoldStar, hvorfra navnet LG opstod.